# Ula hians
Ula (Metaula) hians là một loài ruồi trong họ Pediciidae. Chúng phân bố ở vùng Indomalaya.